# Stenurella bifasciata
Stenurella bifasciata је врста инсекта из реда тврдокрилаца (Coleoptera) и породице стрижибуба (Cerambycidae). Сврстана је у потпородицу Lepturinae.

## Распрострањеност и станиште
Stenurella bifasciata је распрострањена од јужне и централне Европе преко Мале Азије, Сирије, Арменије и Кавказа до Сибира и Монголије. Адулти живе углавном на осунчаним ливадама и рубовима шума.

## Опис
Глава, пронотум, ноге и антене су црни. Покрилца су код мужјака жућкастобраон до црвенкастобраон боје са црним шавом и црним врхом. Код женки су покрилца црвена са црном шаром и још једном попречном штрафтом која се секу на доњем делу тела. Последња три абдоминална сегмента су црвена, али могу бити и тамнија код нетипичних примерака или потпуно црна код женки. Тело је уско и издужено. Дужина тела је од 6 до 10 mm.

## Биологија
Комплетан циклус развића се одвија у периоду од око 2 године. Ларве се развијају у пањевима и гранчицама листопадног дрвећа и ружа, а ређе и четинара. Најчешће су домаћини бреза, ружа, брест, бор и јела. Адулти се срећу на ливадама изложеним сунцу, посебно на сувим јужним падинама. Могу се видети током маја, јуна, јула и августа.

## Галерија
- женка
- мужјак
- одрасла јединка

## Синоними
- Leptura bifasciata Müller, 1776
- Leptura (Stenurella) bifasciata Müller, 1776
- Stenurella (Priscostenurella) bifasciata (O.F. Müller, 1776)
- Strangalia bifasciata (Müller, 1766)
- Leptura cruciata Olivier, 1795